# Pierre Bourquenoud
Pierre Bourquenoud, né le 21 novembre 1969 à Vaulruz, est un coureur cycliste suisse.

## Biographie
Entré chez les professionnels en 1996, il met un terme à sa carrière en fin d'année 2004  à 35 ans.
Il est suspendu 4 ans pour "Administration et possession d’érythropoïétine, complicité". Sa suspension prend fin le 21 juin 2025.

## Palmarès
- 1995
  - 3e du Tour du lac Léman
- 1996
  - Tour du Leimental
  - Sierre-Loye
  - 3e du Tour de Suisse Orientale
- 1997
  - 2e du championnat de Suisse du contre-la-montre par équipes
  - 3e du Tour de Hesse
- 1999
  - 2e du Grand Prix Winterthur
- 2000
  - Grand Prix Winterthur
  - 3e du Tour du Doubs
- 2001
  - 2e du championnat de Suisse sur route
  - 2e du Grand Prix Winterthur
  - 3e du Tour du Jura
- 2002
  - 12e étape du Tour du Chili
  - 2e du Tour du Doubs
  - 2e du Grand Prix de la Somme
  - 3e du championnat de Suisse sur route

## Résultats sur les grands tours

### Tour de France
- 2003 : abandon (8e étape)
- 2004 : 130e